# 截取通訊及監察事務專員秘書處
截取通訊及監察事務專員秘書處（英語：Secretariat, Commissioner on Interception of Communications and Surveillance）隸屬於香港特別行政區政府保安局，因應《截取通訊及監察條例》成立，其主要責任為協助及支援截取通訊及監察事務，輔助截取通訊及監察事務專員和香港市民根據《截取通訊及監察條例》第43條規定事項。現任截取通訊及監察事務專員為楊振權先生，秘書長為葉玉芬女士。
香港執法機構除了警務處國家安全處之外，截取通訊及監察均受到《截取通訊及監察條例》規限，廉政公署、警務處、海關及入境事務處則分別由其高級官員批准（由截取通訊及監察事務專員監督）；至於程度比較高的行動，例如需要進入當事人處所監察，就需要向終審法院首席法官所推薦的小組法官申請，才獲得特別授權。此外，執法機構進行相關行動，亦受到《電訊條例》及《郵政署條例》相關條文規限。
人員可按《截取通訊及監察條例》照樣申請要求截取目標人物的WhatsApp、WeChat及電郵等程式通訊內容，若訊息在傳送期間亦可按照條例申請截取，但當傳送完成後該訊息就不在條例涵蓋範圍內，執法機關需再申請搜查令才能獲取有關內容。 （页面存档备份，存于）

## 歴任首長

### 歷任專員
截取通訊及監察事務專員是香港政府於2006年《電訊條例》准許行政長官授權截取市民通訊被終審法院裁定違反《基本法》後，根據立法會通過的《截取通訊及監察條例》而設立的職位，其主要職能是監督香港執法部門及其人員遵守條例。
- 胡國興（2006年8月17日－2012年7月31日）[2]
- 邵德煒（2012年8月17日－2015年8月16日）[3]
- 石輝（2015年8月17日－2021年8月16日)
- 楊振權(2021年8月17日一)

### 歷任秘書長
- 鄭慧鳳（2006年至2012年）
- 呂少珠（2012年至2015年）
- 黃美珊（2015年至2018年）
- 葉玉芬（2019年至今)

## 歷史
香港政府擬訂授權截取通訊及監察事務專員聆聽截聽成果以防止執法人員竊聽法律專業保密權資料及新聞材料的條例修訂草案於2014年提交予立法會審議。
2014年12月，截取通訊及監察事務專員提交2013年的周年報告，全年逾1,300宗獲得授權進行的截取通訊及監察行動。
《2015年截取通訊及監察(修訂)條例草案》（2016年6月16日）通過的法案 

## 外部連結
- 截取通訊及監察事務專員秘書處（页面存档备份，存于）
- 截取通訊條例YouTube影片
- 《截取通訊及監察條例草案》委員會 2006年（页面存档备份，存于）
- 2015年截取通訊及監察(修訂)條例草案》委員會（页面存档备份，存于）

- 警無皇管！冇法庭手令下截取黃之鋒電話通訊紀錄呈堂（页面存档备份，存于）
- 林秀梅訴截取通訊及監察事務專員2010 HKCFI 1161（页面存档备份，存于）